# アイルランド・シニアオープン
アイルランド・シニアオープン（Irish Senior Open、アイリッシュ・シニアオープン）は、ヨーロピアンシニアツアー主催でかつて開催されていた、男子シニアのゴルフ大会。1997年に創設されてから2010年まで、アイルランドで開催されていた。
1997年から2007年まではアライド・アイリッシュ銀行 (AIB)がスポンサーとなってAIBアイリッシュ・シニアオープンとして開催され、2008年、2009年はアイリッシュ・シニアオープン、2010年は国際スポーツ振興協会がスポンサーとなりハンダ・アイリッシュ・シニアオープンとして開催された。
日本の海老原清治が2001年、2002年と連覇、2002年優勝の際には、優勝賞金46,500ユーロのうち、10,000ユーロをチャリティ基金として寄付している。

## 優勝者
HANDA Irish Senior Open presented by Failte Ireland
- 2010 マルク・ファリィ –  フランス

Irish Seniors Open in association with Failte Ireland and AIB Bank
- 2009 イアン・ウーズナム –  ウェールズ

Irish Seniors Open in association with Failte Ireland & Allied Irish Bank
- 2008 フアン・キロス –  スペイン

AIB Irish Seniors Open in association with Greenstar & Fáilte Ireland
- 2007 コスタンティノ・ロッカ –  イタリア
- 2006 サム・トーランス –  スコットランド
- 2005 ノエル・ラトクリフ –  オーストラリア

AIB Irish Seniors Open
- 2004 カール・メイソン –  イングランド
- 2003 ノエル・ラトクリフ –  オーストラリア
- 2002 海老原清治 –  日本
- 2001 海老原清治 –  日本
- 2000 ブルース・フライシャー –  アメリカ合衆国
- 1999 ジョン・モーガン –  イングランド
- 1998 ジョー・マクダーモット –  アイルランド
- 1997 トミー・ホートン –  イングランド